# Kedakal Negadal, Somvarpet
Kedakal Negadal là một làng thuộc tehsil Somvarpet, huyện Kodagu, bang Karnataka, Ấn Độ.